# Kiivera
Kiivera – wieś w Estonii, w prowincji Hiuma, w gminie Kõrgessaare.
W 2012 roku wieś liczyła 4 mieszkańców tak jak i w październiku 2010 i w grudniu 2009.